# 파킹튼 부인
파킹튼 부인(Mrs. Parkington)은 미국에서 제작된 테이 가넷 감독의 1944년 드라마, 멜로/로맨스 영화이다. 그리어 가슨 등이 주연으로 출연하였다.

## 출연

### 주연
- 그리어 가슨
- 월터 피전

### 조연
- 에드워드 아놀드
- 아그네스 무어헤드
- 세실 켈러웨이
- 글래디스 쿠퍼
- 프란시스 래퍼티
- 톰 드레이크
- 피터 로포드
- 댄 두리에
- 휴 말로우

## 제작진
- 미술: 랜들 두엘
- 미술: 세드릭 기븐스
- 의상: 아이린
- 의상: 아드리안